# Giorgio De Marchi
Giorgio De Marchi (Schio, 1º maggio 1934 – Vicenza, 11 gennaio 2020) è stato un calciatore italiano, di ruolo mediano.

## Biografia
Nasce il 1 maggio 1934 a Schio, dove frequenta le scuole elementari e medie. Dopo la scuola dell'obbligo si iscrive all'Istituto "A. Rossi" di Vicenza, che frequenta un solo anno per seguire la passione per il calcio. Dal matrimonio con Germana nascono due figli.
Nel 2002 vince, con 7443 voti, il concorso "Scegliamo il Vicenza del Centenario", indetto da Il Giornale di Vicenza, come italiano più votato.
Muore la notte tra il 10 e l'11 gennaio 2020 a Vicenza, all'età di 85 anni; il giorno successivo, in suo ricordo, il L.R. Vicenza gioca con il lutto al braccio la partita in trasferta contro la Fermana.

## Carriera

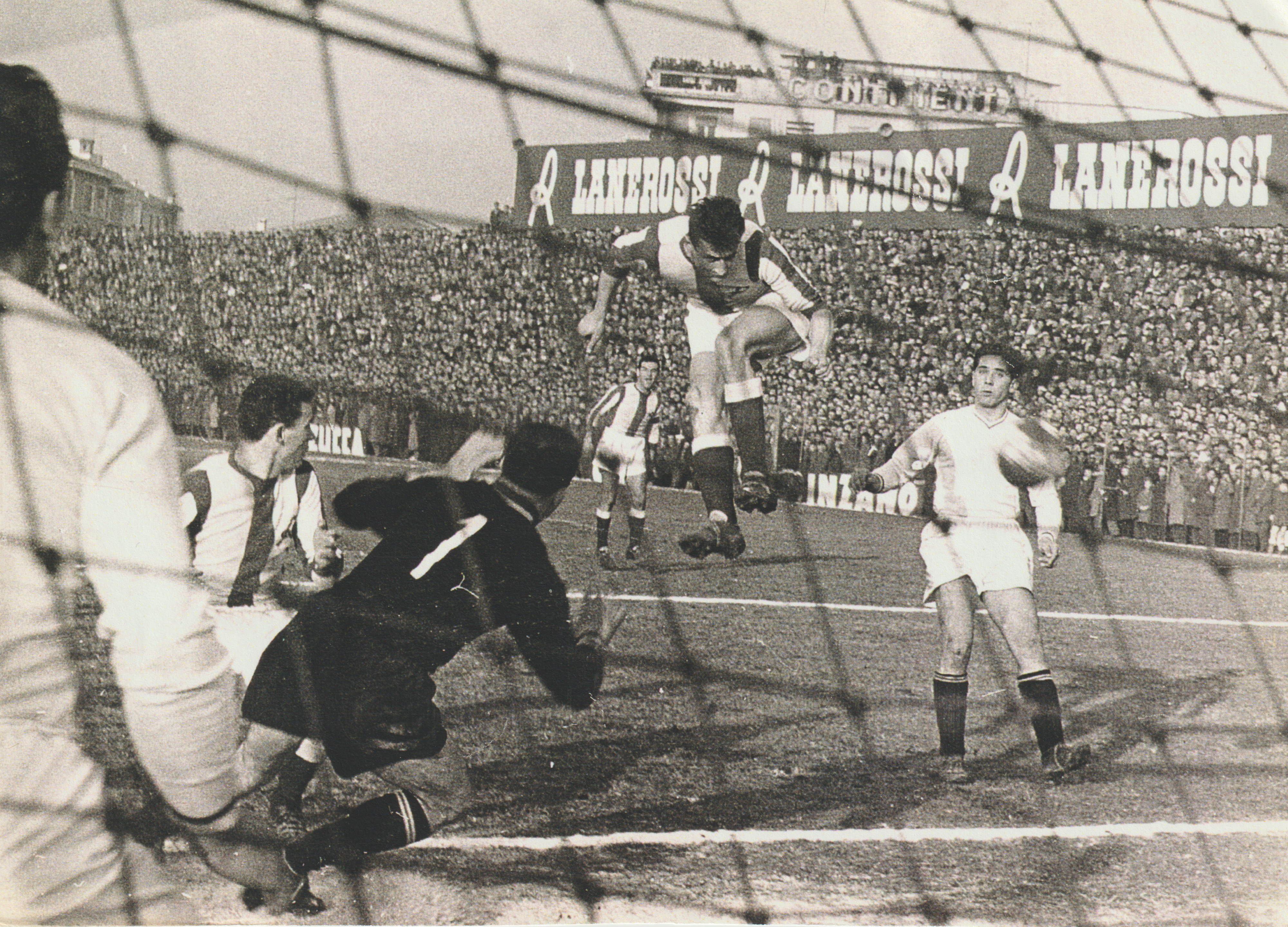
Giorgio De Marchi realizza di testa il dell'1-1 in Lanerossi Vicenza- del 9 marzo 1958

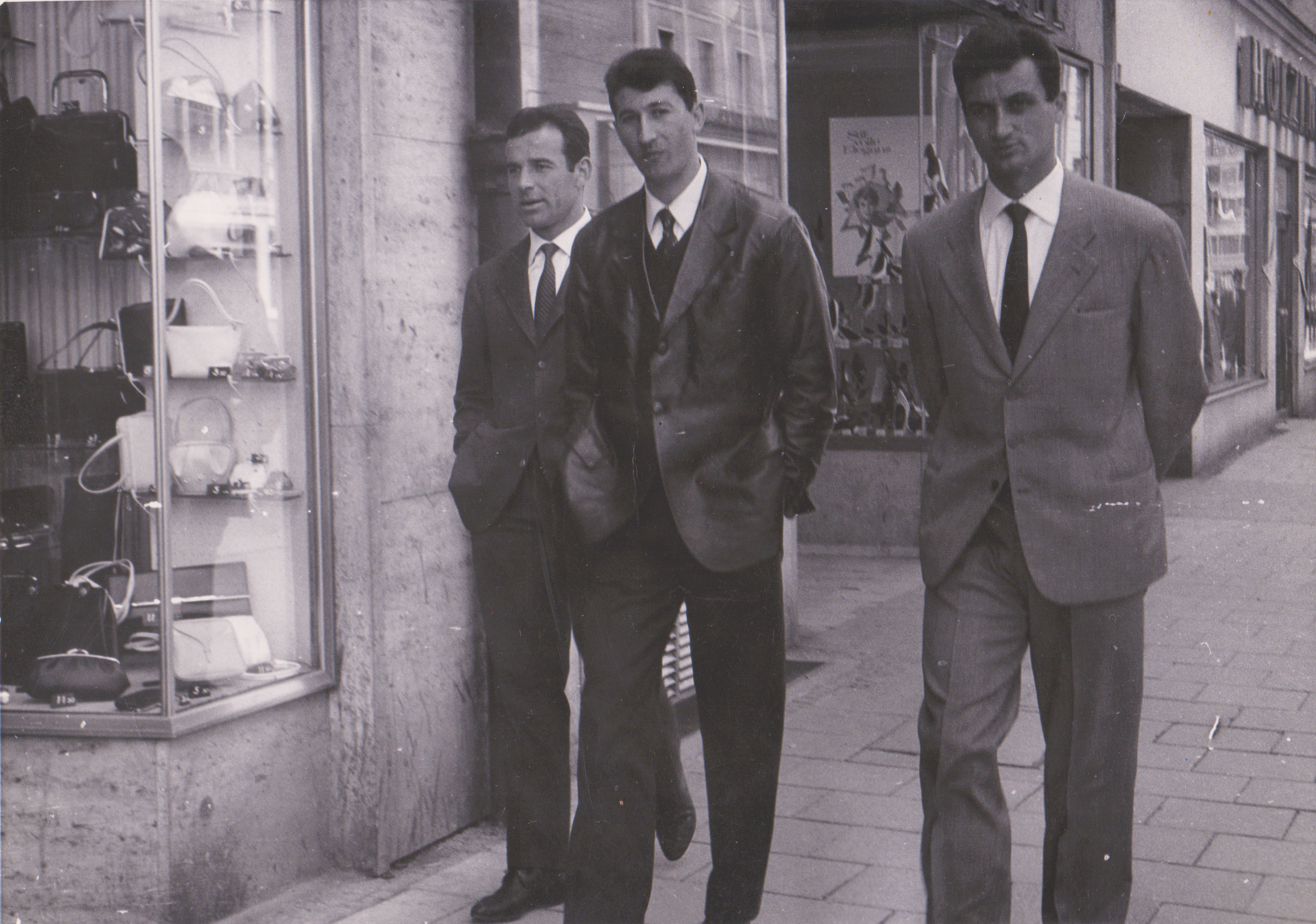
De Marchi (a destra) assieme ai compagni Menti (al centro) e Savoini (a sinistra) a Chicago, giugno 1964

Vive i suoi albori calcistici all'oratorio dei Padri Salesiani a Schio, sua città di nascita. Viene fortemente voluto dall'allenatore Gino Costenaro dello Schio, dove giocherà fino al 1957. Già nelle giovanili il mediano si toglie delle belle soddisfazioni, vincendo qualche torneo di categoria e arrivando in finale regionale contro il Venezia.
Nell'anno di servizio militare gioca nel Cuneo, ma non sempre riesce ad ottenere il permesso per scendere in campo. La società individua così uno stratagemma per aggirare l’ostacolo: in alcune partite De Marchi figurerà nella formazione sotto il falso nome di Cauda. Con i piemontesi conquista la terza posizione nel girone A della IV Serie, ottenendo la qualificazione al neonato campionato di Lega Interregionale, che sarebbe poi stato comunemente conosciuto come “Eccellenza". Nel 1957, all'età di 23 anni, De Marchi torna momentaneamente allo Schio; poco dopo, infatti, il presidente giallorosso Dal Lago riceve un’offerta dal Lanerossi Vicenza e cede il mediano.
Schierato subito tra i titolari dall'allenatore Varglien, esordisce in Serie A il 26 dicembre del 1957 in Vicenza-Genoa (3-3). Nella prima stagione disputa 13 partite e segna la prima rete in massima serie contro il Padova, in un derby finito con una sconfitta per 1-2. Dal 1961-1962 al 1964-1965 De Marchi infilerà una serie di 102 partite giocate consecutivamente in Serie A con il Lanerossi Vicenza, ricevendo un premio alla centesima. Nel ruolo di mediano destro, indossa la maglia numero 4 biancorossa per un totale di 219 volte in Serie A dal 1957 al 1966, portando la palla in rete per 10 volte. Bravo in marcatura, grazie alle sue doti di colpitore di testa lo scledense sa farsi valere anche in fase di attacco. Così, specie in occasione dei calci d'angolo, De Marchi si spinge in avanti, creando spesso grossi problemi alle squadre avversarie. Con il Lanerossi Vicenza riesce a conquistare due sesti posti nella massima serie: nella stagione 1963-1964, dove figura come calciatore più presente, e nella stagione 1965-1966, anno di Luís Vinício capocannoniere.
Nel 1961 vince la terza edizione della Benelux Cup battendo 2-1 il PSV Eindhoven in finale al Menti. Nel 1964 partecipa al "Torneo di New York" giocando contro i tedeschi del Werder Brema, gli scozzesi degli Hearts, gli inglesi del Blackpool e i brasiliani del Bahia. Due anni dopo, nel 1966, disputa in Polonia una partita contro la nazionale olimpica polacca. Nel maggio dello stesso anno, sempre con la maglia biancorossa, vola in Unione Sovietica per giocare contro la Torpedo Mosca e contro la nazionale dell'Unione Sovietica, che si stava preparando per il mondiale in Inghilterra.
A 34 anni, dopo essere tornato allo Schio per una stagione, appende definitivamente le scarpe al chiodo dopo un ultimo anno al Trento. Inizierà, quindi, ad allenare diverse squadre dilettantistiche nel vicentino.

## Statistiche

### Presenze e reti nei club
| Stagione                 | Squadra                  | Campionato               | Campionato | Campionato | Coppe nazionali | Coppe nazionali | Coppe nazionali | Coppe continentali | Coppe continentali | Coppe continentali | Altre coppe | Altre coppe | Altre coppe | Totale | Totale |
| Stagione                 | Squadra                  | Comp                     | Pres       | Reti       | Comp            | Pres            | Reti            | Comp               | Pres               | Reti               | Comp        | Pres        | Reti        | Pres   | Reti   |
| ------------------------ | ------------------------ | ------------------------ | ---------- | ---------- | --------------- | --------------- | --------------- | ------------------ | ------------------ | ------------------ | ----------- | ----------- | ----------- | ------ | ------ |
| 1952-1953                | Schio                    | IV Serie                 | ?          | ?          | -               | -               | -               | -                  | -                  | -                  | -           | -           | -           | ?      | ?      |
| 1953-1954                | Schio                    | IV Serie                 | ?          | ?          | -               | -               | -               | -                  | -                  | -                  | -           | -           | -           | ?      | ?      |
| 1954-1955                | Schio                    | IV Serie                 | ?          | ?          | -               | -               | -               | -                  | -                  | -                  | -           | -           | -           | ?      | ?      |
| 1955-1956                | Schio                    | IV Serie                 | ?          | ?          | -               | -               | -               | -                  | -                  | -                  | -           | -           | -           | ?      | ?      |
| 1956-1957                | Cuneo                    | IV Serie                 | 29         | 2          | -               | -               | -               | -                  | -                  | -                  | -           | -           | -           | 29     | 2      |
| 1957-1958                | Lanerossi Vicenza        | A                        | 13         | 1          | CI              | 4               | 2               | -                  | -                  | -                  | -           | -           | -           | 17     | 3      |
| 1958-1959                | Lanerossi Vicenza        | A                        | 27         | 2          | CI              | 1               | 1               | -                  | -                  | -                  | -           | -           | -           | 28     | 3      |
| 1959-1960                | Lanerossi Vicenza        | A                        | 32         | 0          | CI              | 0               | 0               | -                  | -                  | -                  | -           | -           | -           | 32     | 0      |
| 1960-1961                | Lanerossi Vicenza        | A                        | 27         | 1          | CI              | 0               | 0               | -                  | -                  | -                  | CdA         | ?           | ?           | 27     | 1      |
| 1961-1962                | Lanerossi Vicenza        | A                        | 33         | 3          | CI              | 0               | 0               | -                  | -                  | -                  | -           | -           | -           | 33     | 3      |
| 1962-1963                | Lanerossi Vicenza        | A                        | 34         | 0          | CI              | 0               | 0               | -                  | -                  | -                  | -           | -           | -           | 34     | 0      |
| 1963-1964                | Lanerossi Vicenza        | A                        | 34         | 2          | CI              | 1               | 0               | -                  | -                  | -                  | -           | -           | -           | 35     | 2      |
| 1964-1965                | Lanerossi Vicenza        | A                        | 18         | 1          | CI              | 1               | 0               | -                  | -                  | -                  | -           | -           | -           | 19     | 1      |
| 1965-1966                | Lanerossi Vicenza        | A                        | 1          | 0          | CI              | 1               | 0               | -                  | -                  | -                  | -           | -           | -           | 2      | 0      |
| Totale Lanerossi Vicenza | Totale Lanerossi Vicenza | Totale Lanerossi Vicenza | 219        | 10         |                 | 8               | 3               |                    | -                  | -                  |             | ?           | ?           | 227    | 13     |
| 1966-1967                | Schio                    | D                        | 30         | 0          | CID             | ?               | ?               | -                  | -                  | -                  | -           | -           | -           | 30     | 0      |
| Totale Schio             | Totale Schio             | Totale Schio             | 118        | 10         |                 | ?               | ?               |                    | -                  | -                  |             | -           | -           | 118    | 10     |
| 1967-1968                | Trento                   | D                        | 7          | 0          | CID             | ?               | ?               | -                  | -                  | -                  | -           | -           | -           | 7      | 0      |
| Totale carriera          | Totale carriera          | Totale carriera          | 373        | 22         |                 | 8               | 3               |                    | -                  | -                  |             | ?           | ?           | 381    | 25     |

## Palmarès

### Club
- Benelux Cup: 1

L.R. Vicenza: 1959-1961